# Navigation en mer dans l'Égypte antique
La navigation en mer était régulièrement pratiquée à l'époque pharaonique. Les Égyptiens, habitués aux longs périples fluviaux sur le Nil, ne reculaient pas devant l'aventure en mer. Leurs itinéraires les poussaient vers les ports méditerranéens de la Phénicie, dont Byblos, et ceux de la mer Rouge, notamment vers le pays de Pount. De nombreux documents témoignent de leurs aventures en mer dont le célèbre Conte du naufragé.
La région de Marsa Gawasis, à 23 km au sud du port de Safaga, sur la mer Rouge, servait d'atelier pour la fabrication des navires. Une grande quantité de mâts, de cordages, de voiles de navires et de bateaux ont été découverts par la mission américaine de l'Université de Boston qui fouille la région. Les fouilles ont également mis au jour les fragments de plusieurs caisses en bois couvertes d'une couche de plâtre dans laquelle est gravé le cartouche d'Amenemhat III.

## Première circumnavigation autour de l'Afrique
On doit au pharaon Nékao II la première circumnavigation autour de l'Afrique connue de l'Histoire. Vers -600, il organisa une expédition qu'il confia à des marins phéniciens avec pour but de faire le tour de l'Afrique. Les détails de ce périple, rapportés par Hérodote, semblent très probables :
« Le roi d'Égypte Nécôs [...] fit partir des vaisseaux montés par des Phéniciens avec pour mission de revenir en Égypte par les Colonnes d'Héraclès et la mer septentrionale. Partis de la mer Érythrée les Phéniciens parcoururent la mer méridionale : à l'automne ils débarquaient sur la côte de Libye, à l'endroit où les avait menés leur navigation, ensemençaient le sol et attendaient la récolte ; la moisson faite, ils reprenaient la mer. Deux ans passèrent ainsi ; la troisième année, ils doublèrent les Colonnes d'Héraclès et retrouvèrent l'Égypte. Ils rapportèrent un fait que j'estime incroyable [...] : en contournant la Libye, disent-ils, ils avaient le soleil à leur droite. »
Non seulement le calendrier décrit correspond bien au vent et courant favorable à cette circumnavigation (pour descendre puis remonter la côte africaine), mais de plus, le fait « incroyable » du changement de position du soleil montre bien que les marins ont dépassé l'équateur.

## Tentative de reconstitution

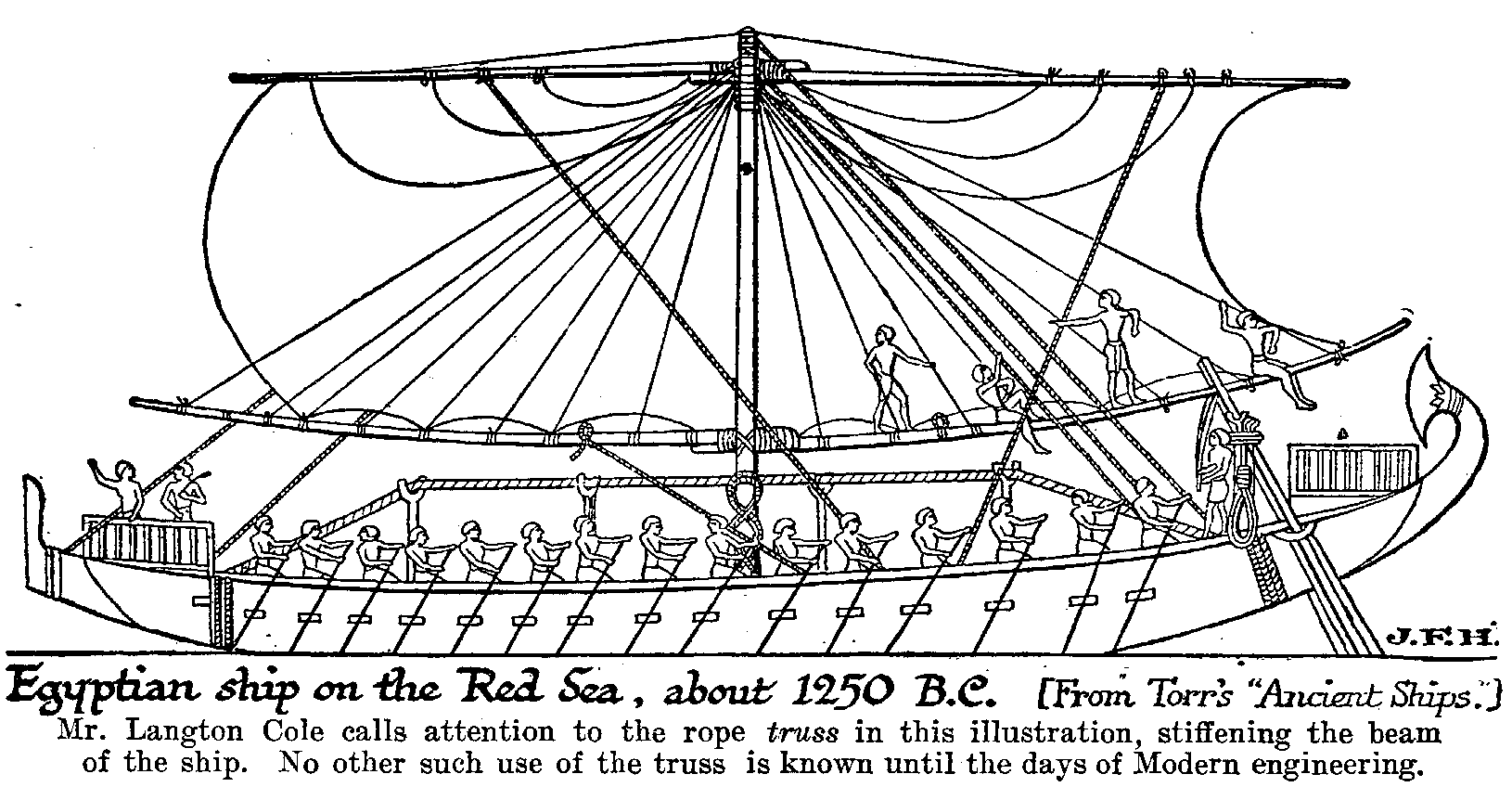
Reproduction du bas-relief de Deir el-Bahari

L'archéologue navale Cheryl Ward, de l’université de Floride, et Tom Vosmer, architecte naval du département d’archéologie maritime de Fremantle, Australie, ont entrepris de faire construire un navire de haute mer, inspiré par le bas-relief du temple de Deir el-Bahari à Louxor (ci-contre). D'une grande précision, il comporte un grand nombre de détails qui permettent d'imaginer les dimensions et le fonctionnement de ce navire.  La taille des personnages donne l'échelle du navire ; on distingue entre autres les vergues haubanées assemblées en deux parties ; les bouts de commande de la voile, et probablement les assemblages tenon-mortaise de la carène.
Ce navire a été construit en 2008, avec les méthodes et les moyens matériels de l'Égypte ancienne ; il ne comporte aucune pièce métallique. Il a été testé en mer avec succès au large de Safaga, démontrant ainsi la capacité de ce modèle à atteindre les deux rivages de la Mer Rouge.
Les caractéristiques de ce navire, qui a fait l'objet d'un classement Bateau d'Intérêt Patrimonial par la Fondation du Patrimoine Maritime et Fluvial, sont résumées dans le tableau ci-dessous.
Cette entreprise a fait l'objet d'un reportage télévisé.
| Nom du navire                      | Min of the desert                              |
| ---------------------------------- | ---------------------------------------------- |
| Numéro d’immatriculation           | D4.366                                         |
| Quartier d’immatriculation         | Sète                                           |
| Longueur hors tout                 | 20,3 m                                         |
| Longueur coque                     | 17,9 m                                         |
| Longueur flottaison                | 13,3 m                                         |
| Largeur Maître bau                 | 4,9 m                                          |
| Tirant d’eau                       | 1,2 m                                          |
| Tirant d’air                       | 9 m                                            |
| Déplacement (en tonnes)            | 30 t                                           |
| Jauge administrative (en tonneaux) | 12 t                                           |
| Gréement                           | Un mat et deux varangues.                      |
| Voilure                            | Voile rectangulaire, 14 × 5 m, coton, 800 g/m2 |